# Futbol'ny Klub Dinamo Brest
El Futbol'ny Klub Dinamo Brest és un club belarús de futbol de la ciutat de Biérastse.

## Història
Evolució del nom:
- 1960: Spartak Brest
- 1973: BUG Brest
- 1975: Dynamo Brest

## Futbolistes destacats
- Viktor Sokol

## Palmarès
- Lliga belarussa de futbol (1):[1]
  - 2019
- Copa belarussa de futbol (3):[2]
  - 2007, 2017, 2018
- Supercopa belarussa de futbol (2):
  - 2018, 2019